# 便所開き
便所開き（べんじょびらき）とは家の新築・改築などで便所を新設した際に、使用前に知り合いを招きお披露目をする行事。愛知県稲沢市祖父江町を中心に古くから行われている風習の一つ。

## 概要
尾張地方の一地域でのみ行われる風習で、新築・改築の際、使用前の便所に客人を通し、中で抹茶と茶菓子を振舞うものである。その目的は、便所に住まう神様へのあいさつ、高齢になっても自分の足でトイレに行けるように健康を願う、便所に用いられた木材への感謝など、様々な説がある。